# Mattia Busato
Mattia Busato (Mirano, 2 febbraio 1993) è un karateka italiano, specialista del kata, campione europeo individuale nel 2014 e tre volte medaglia di bronzo mondiale (nel 2016 a squadre e nel 2018 e 2021 individuale).

## Biografia
Nel 2012, all'età di 19 anni, Mattia Busato ha vinto il suo primo titolo italiano assoluto. Due anni dopo è diventato campione europeo individuale, durante i campionati di Tampere, sconfiggendo in finale il campione uscente Damián Quintero; ha inoltre vinto, nel corso degli stessi campionati europei, la medaglia d'argento nella gara a squadre insieme ad Alfredo Tocco e ad Alessandro Iodice.
Nel 2015, oltre a vincere per la seconda volta il campionato italiano, si è confermato anche atleta di punta a livello internazionale ottenendo il bronzo individuale e l'argento a squadre agli Europei che si sono svolti a Istanbul, e in seguito ha ottenuto pure il secondo posto individuale ai I Giochi europei di Baku.
Nel 2016 Mattia Busato è diventato un karateka professionista ed è entrato a far parte del Gruppo sportivo dell'Esercito. Lo stesso anno è salito per la terza volta consecutiva sul podio dei campionati europei, con un bronzo individuale, e inoltre ha guadagnato pure la sua prima medaglia mondiale con il terzo posto ottenuto con la squadra a Linz. Ai Mondiali di Madrid 2018, dopo quattro terzi posti europei individuali consecutivi, è giunta la prima medaglia individuale con un nuovo bronzo.

## Palmarès
Mondiali
- Linz 2016: bronzo a squadre.
- Madrid 2018: bronzo individuale.
- Dubai 2021: bronzo individuale

Europei
- Tampere 2014: oro individuale, argento a squadre.
- Istanbul 2015: argento a squadre, bronzo individuale.
- Montpellier 2016: bronzo individuale.
- Kocaeli 2017: argento a squadre, bronzo individuale.
- Novi Sad 2018: bronzo individuale.
- Guadalajara 2019: bronzo individuale.

Giochi europei
- Baku 2015: argento individuale.
- Cracovia 2023: bronzo individuale.